# Бубновское муниципальное образование (Иркутская область)
Бубновское муниципальное образование — упразднённое с 2019 года муниципальное образование со статусом сельского поселения в
Киренском районе Иркутской области России. Административным центром был упразднённый посёлок Бубновка.

## Демография
| 2010 | 2011 | 2012 | 2013 | 2014 | 2015 | 2016 |
| ---- | ---- | ---- | ---- | ---- | ---- | ---- |
| 569  | ↘568 | ↘542 | ↘530 | ↘503 | ↘492 | ↘488 |
| 2017 |      |      |      |      |      |      |
| ↘474 |      |      |      |      |      |      |

## Населенные пункты
В состав муниципального образования входил один населенный пункт:
- Бубновка